# Ta mig tillbaka
Ta mig tillbaka är Darins första egna svenska låt och även den första singeln från det sjunde albumet Fjärilar i magen.
Låten är skriven och komponerad av Darin Zanyar, Ollie Olsson och David Lindgren Zacharias och inspelad i Atlantis Studion i Stockholm.
Låten släpptes den 13 mars 2015 som ett smakprov på hans kommande album och det nya soundet. Ta mig tillbaka framfördes samma kväll för första gången på talkshowen Skavlan.

## Bakgrund
Den 9 mars 2015 delade Darin ett klipp på sina sociala medier där han berättar att han ska släppa sin första egenskrivna låt på svenska. I videon skriver han "Ta mig tillbaka" på ett papper vilket bara några dagar senare konstaterades vara låtens titel. Den 10 mars bytte Darin sitt omslagsfoto på sin Facebooksida, där det stod att låten och också singeln Ta mig tillbaka skulle släppas den 13 mars.

## Utmärkelser
Samma dag som låten släpptes toppade den den svenska iTunes singel-lista och trädde in på plats 10 på den norska iTunes-listan.
Låten toppade listorna och tog sig in på Svensktoppen den 19 april och dess förstaplats den 6 september. Låten sålde guld (5 maj) och snabbt därefter platina (19 maj).
Ta mig tillbaka blev den första guldettåringen på Svensktoppen som i och med det nya regelverket fick lämna listan efter ett år.
I skrivande stund har låten streamats över 40 miljoner gånger på Spotify och sålt 5x platina. 

## Musikvideon
Musikvideo för singeln blev släppt den 4 maj på Darins YouTube-kanal. Den var regisserad av James Velasquez, som Darin kom i kontakt med eftersom han är en god vän till Ollie Olson som Darin spelat in de flesta av albumets låtar med. Velasquez filmdokumenterade de flesta av de sessioner de hade och hans klipp och material från studion blev precis så bra som Darin hoppats och det slutade med att han fick regissera musikvideon till Ta mig tillbaka också.
Videon är inspelad i Stockholm den 16, 17 och 24 mars 2016 och i en intervju med Darin Worldwide sa Darin att han "ville att videon skulle bli ett med texten och musiken", så att det skulle bli en magisk men enkel och relaterbar känsla till den, med gamla klipp av honom och saker från tiden under 1990-talet då han växte upp. 

## Listplaceringar
| Singellistan (2015) | Topplacering |
| ------------------- | ------------ |
| Sverige             | 9            |

| Digilistan (2015) | Topplacering |
| ----------------- | ------------ |
| Sverige           | 1            |

| Svensktoppen (2015) | Topplacering |
| ------------------- | ------------ |
| Sverige             | 1            |

### Fotnoter
1. ↑  Sveriges Radio. ”Darin är ny Svensktoppskung - Svensktoppen”. sverigesradio.se. https://sverigesradio.se/artikel/6248482. Läst 13 februari 2021.
2. ↑  Sveriges Radio. ”Darin blir den första Guldettåringen på Svensktoppen - Svensktoppen”. sverigesradio.se. https://sverigesradio.se/avsnitt/701944. Läst 13 februari 2021.
3. ↑  ”Ta mig tillbaka”. Swedishcharts. 26 februari 2015. http://www.swedishcharts.com/showitem.asp?interpret=Darin&titel=Ta+mig+tillbaka&cat=s. Läst 30 mars 2015.
4. ↑  ”Ta mig tillbaka”. Sverigesradio. 26 februari 2015. http://sverigesradio.se/sida/topplista.aspx?programid=2697. Läst 23 augusti 2015.
5. ↑  ”Ta mig tillbaka”. Sverigesradio. 26 februari 2015. https://sverigesradio.se/sida/topplista.aspx?programid=2023. Läst 23 augusti 2015.